# Ольше
Ольше (пол. Olsze) — село в Польщі, у гміні Можещин Тчевського повіту Поморського воєводства.
У 1975-1998 роках село належало до Гданського воєводства.